# Wall auf der Halbinsel Thiessow
Der Wall auf der Halbinsel Thiessow ist ein Abschnittswall auf der Halbinsel Thiessow auf Rügen. Seine Entstehung reicht wahrscheinlich bis in die Bronzezeit zurück.

## Lage und Beschreibung
Auf der Schmalen Heide, wenige hundert Meter nordwestlich des ehemaligen KdF Seebades Rügen – Prora, erstreckt sich die Halbinsel Thiessow. Die Halbinsel ragt etwa 2,0 Kilometer weit und 600 Meter breit in den kleinen Jasmunder Bodden. Der Name der Halbinsel leitet sich aus der slawischen Bezeichnung „Eibenort“ her. Während die Schmale Heide durch Sande aufgrund von Anlandungsprozessen nach der Eiszeit angespült und aufgebaut wurde, handelt es sich bei der Halbinsel Thiessow um einen älteren, eiszeitlichen Inselkern. Von Nordnordwest nach Südsüdost wird die Halbinsel von einem etwa 500 Meter langen Wall gequert, der jeweils nicht ganz bis an die Küste reicht. Der Wall hat eine Höhe von etwa 8,0 Metern und ist am Fuße etwa 15 Meter, auf dem Scheitelpunkt noch etwa 2,0 Meter breit. Beide Seiten, jedoch besonders die Ostseite, fallen steil ab. Mit der eingeschlossenen Fläche von bis zu 40 Hektar stellt sie Rügens größte Anlage dieser Art da. Eine Zufahrt (Koordinaten 54° 27′ N, 13° 32′ O) durch den Wall befindet sich etwa 120 Meter vom Nordende des Walls entfernt. Sie schneidet den Wall nicht im rechten Winkel, sondern schräg und wird beidseitig flankiert von steilen Böschungen.
Nordwestlich des Walls, auf einer Erhebung, befindet sich ein weiterer hufeisenförmiger Burgwall (Koordinaten 54° 27′ N, 13° 32′ O). Die offene Seite des Walls ist nach Westen hin, zum 25 – 30 Meter steilen Hochufer gerichtet. Die, sich auf den beiden Schenkeln befindlichen, natürlichen Erhebungen, sind durch eine 5 – 6 Meter hohe, bogenförmige Erdaufschüttung verbunden. Zwischen den Schenkeln beträgt die Entfernung des Befestigungswerkes 50 Meter. Von der künstlichen Erdaufschüttung hin zum Hochufer beträgt die Entfernung 100 Meter. An der Nordostseite der Erdaufschüttung, an der sie mit der natürlichen Hügelreihe zusammentrifft, befindet sich ein bastionsartig vorspringender Erdbuckel, der den daneben befindlichen Zugang des Burgwalles deckt.

## Geschichte
Auf Hagenows Special Charte wird die südliche Wasserkante der Halbinsel als „Altes Land“ bezeichnet, was möglicherweise in Verbindung zum eiszeitlichen Inselkern stehen könnte. Der im Nordwesten der Halbinsel gelegene Burgwall wird im Volksmund „der Burgberg“ oder „der Tempelberg“ genannt. Die Bezeichnung Tempelberg könnte einen Hinweis auf eine frühere kultische oder mit Kulthandlung im Zusammenhang stehende Stätte geben. Möglich wäre auch, dass Tempel in Orts- und Flurnamen aus „Timpel“, das heißt Hügel, entstanden sein kann.
Östlich des Hauptwalles, in circa 700 Meter Entfernung, befindet sich ein weiterer 350 Meter langer Wall (Koordinaten 54° 27′ N, 13° 33′ O). Er erstreckt sich von Nordwest in südöstliche Richtung, verläuft teilweise unmittelbar neben der Zufahrt zum Hauptwall und reicht bis an die südliche Wasserkante. Ob dieser Wall in Verbindung zur Wallanlage weiter westlich steht oder natürlicher Entstehung ist, ist unklar.
Aufgrund der Größe der umschlossenen Fläche könnte es sich bei dem Areal auf Thiessow um eine Fliehburg für große Bevölkerungsteile handeln. Gestreckte Wälle sind auf Rügen noch im Mönchsgraben bei Baabe und im hohen Graben bei Puddemin erhalten. Der Tempelberg könnte als Rückzugsort im Zusammenhang mit dem östlich gelegenen großen Wall fungiert haben. Haas nimmt die Entstehung der Anlage in slawischer Zeit an, wogegen er auch eine vorslawische Entstehung des Tempelberges für möglich hält. Der östlich gelegene Wall wäre demnach erst später hinzugefügt worden. Weiter scheinen nach Haas solche Wälle im Rügenschen Erbfolgestreit 1326–1328 eine Rolle gespielt zu haben. Bei oberflächlichen Untersuchungen im Osten der Halbinsel fand Haas zahlreiche Feuersteingeräte, die er in die Steinzeit datiert. Auf dem Burgberg selbst hat er bei Untersuchungen der Oberfläche keine Kulturreste gefunden. Schmidt bezieht das Wort Burgberg auf die gesamte Anlage, jedoch vornehmlich auf den Wall auf der Halbinsel Thiessow. Sie bringt die Anlage mit dem Dorf Streu und die mittelalterliche Grafschaft Streye in Verbindung, welche neben einem Hafen eine Kapelle besaß.
Knapp vermutet im Abschnittswall auf Thiessow eine bronzezeitlich Wallanlage. Die Existenz einer slawischen Befestigung auf dem Burgberg wie auch dem Schifferberg am Ostrand der Halbinsel ist nicht sicher nachzuweisen. In Skandinavien finden sich etliche eisen- oder völkerwanderungszeitlich genutzte Anlagen ähnlicher Größe, Fornborg genannt, wie zum Beispiel die Torsburg auf Gotland mit einer Größe von 120 Hektar. Die Entstehung einiger dieser Wallanlagen reicht möglicherweise bis in die Bronzezeit zurück.

## Volkstümliche Überlieferung
Einer Volkssage zufolge hat in alten Zeiten auf dem Burgwall eine Burg gestanden. Die Burgfräulein sollen zuweilen zum Ufer hinabgestiegen sein, um ihre Wäsche zu waschen. Dies sollen sie bei dem großen Stein getan haben, der noch jetzt seitlich vom Burgwall vor dem Thiessower Ort vornean im Wasser liegt. Der Stein ist 4 Meter lang, 3,5 Meter breit, 2 Meter hoch und heißt „der Große Stein“.
Die Sage der Wäsche waschenden Jungfrau kommt auf Rügen mehrfach vor. So werden in ähnlichen Sagen von der Jungfrau am Waschstein vor dem Königsstuhl in der Stubbenkammer, von den Witten Wiwern auf Mönchgut, die auf der Steinreihe vor dem Swantegard waschen, und von der Wasserjungfer auf Zudar berichtet.